# Rund um den Henninger-Turm 2004
Il Rund um den Henninger-Turm 2004, quarantatreesima edizione della corsa, si svolse il 1º maggio su un percorso di 205 km, con partenza e arrivo a Francoforte sul Meno. Fu vinto dall'olandese Karsten Kroon della squadra Rabobank davanti al tedesco Danilo Hondo e al belga Johan Coenen.

## Ordine d'arrivo (Top 10)
| Pos. | Corridore          | Squadra                | Tempo    |
| ---- | ------------------ | ---------------------- | -------- |
| 1    | Karsten Kroon      | Rabobank               | 5h21'10" |
| 2    | Danilo Hondo       | Gerolsteiner           | s.t.     |
| 3    | Johan Coenen       | MrBookmaker-Palmans    | s.t.     |
| 4    | Grégory Rast       | Phonak Hearing Systems | a 3"     |
| 5    | Torsten Schmidt    | Gerolsteiner           | a 6"     |
| 6    | Björn Leukemans    | MrBookmaker-Palmans    | a 28"    |
| 7    | Erik Zabel         | T-Mobile               | s.t.     |
| 8    | Markus Zberg       | Gerolsteiner           | s.t.     |
| 9    | Eddy Mazzoleni     | Saeco                  | s.t.     |
| 10   | Sergio Marinangeli | Domina Vacanze         | s.t.     |